# Gondomil
Gondomil is een plaats (freguesia) in de Portugese gemeente Valença en telt 344 inwoners (2001).

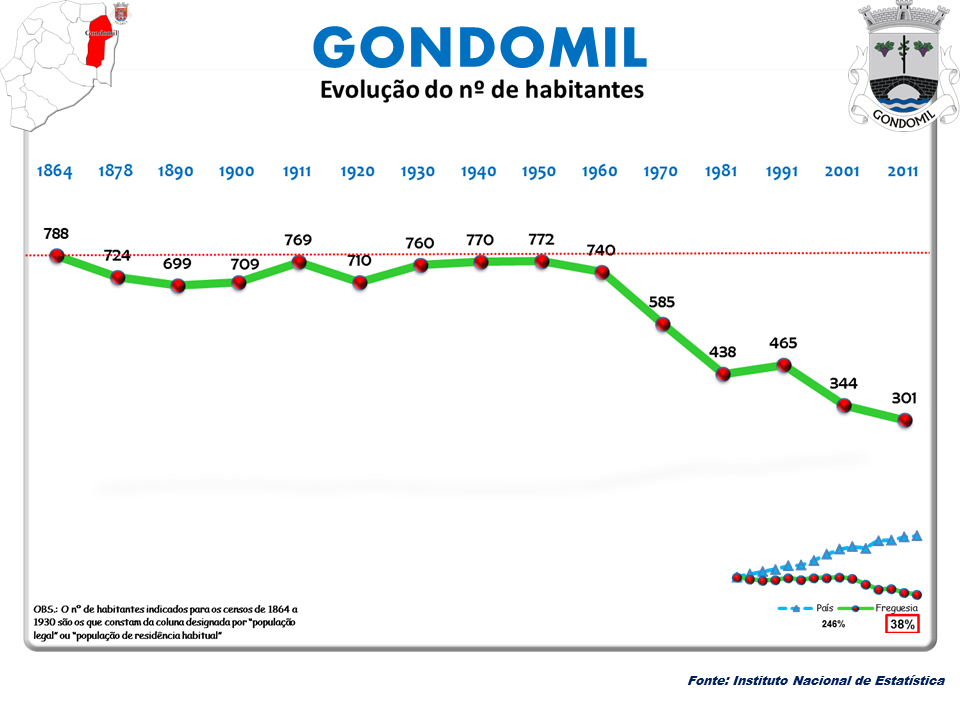
Bevolkingsontwikkeling tussen 1864 en 2011